# Акаси (бронепалубный крейсер)
«Ака́си» (明石) — бронепалубный крейсер Японского Императорского флота. Второй корабль в серии крейсеров типа «Сума». Участвовал в Русско-японской и Первой мировой войне.
Крейсер получил наименование в честь живописного морского побережья, описанного в средневековом романе Повесть о Гэндзи, ныне расположенного в городской черте Кобе.

## Конструкция
С целью устранения недостатков проекта, выявленных при испытаниях головного корабля серии крейсера «Сума», в конструкцию «Акаси» был внесен ряд изменений. В том числе, для увеличения остойчивости и мореходности был надстроен высокий надводный борт, корпус стал гладкопалубным, боевые марсы не устанавливались.

## История службы
Сразу после вступления в строй, в марте 1899 года «Акаси» вошёл в состав Эскадры постоянной готовности, но уже в октябре 1899 года корабль пришлось поставить в док военно-морского арсенала Йокосука для ремонта одной из машин и покраски подводной части корпуса. В январе 1900 года корабль вновь встал в док для ремонта главных и вспомогательных механизмов обеих машин. Последующие ремонты были проведены в мае 1900 года в Курэ и в июле 1900 года в Сасэбо. С июля по ноябрь 1900 года крейсер был направлен в северный Китай в качестве стационера. По возвращении корабль прошёл послепоходовый ремонт силовой установки в Курэ. С апреля по октябрь 1901 года крейсер находился в качестве стационера в южном Китае, после чего вновь прошёл ремонт в Курэ. В феврале 1902 года корабль опять был отправлен в Китай, однако выяснилось, что в трёх котлах из-за износа не держится давление, в результате чего крейсер не мог развивать скорость свыше 14 узлов. Корабль пришлось вернуть в Японию на ремонт. В мае, сразу после окончания ремонта, «Акаси» вновь отправился стационером в южный Китай, откуда вернулся в июне 1902 года. В августе 1902 года корабль перевели в резерв 1-го разряда. В марте 1903 года в Курэ был проведен плановый ремонт. С 14 апреля по 29 августа 1903 года «Акаси» и однотипный «Сума» в качестве учебных кораблей с курсантами Школы механиков на борту совершили поход к берегам Китая и Кореи. Во время плаванья были совершены заходы в Фучжоу, Шанхай, Яньтай (Чифу), Инчхон (Чемульпо), Пусан и Вонсан. В сентябре 1903 года в Сасэбо был проведен послепоходовый ремонт корабля.
С 16 октября по 18 октября «Акаси» и «Сума» провели практические стрельбы, а 19 ноября приняли участие в учениях по боевому маневрированию совместно с крейсерами «Читосэ», «Ёсино» и «Касаги». С 8 января по 17 января 1904 года «Акаси» выполнял специальное задание по обеспечению прокладки подводного телефонного кабеля судном «Окинава-мару» между бухтой Аиноура и рейдом Пхальгупхо.
В январе 1904 года крейсер прошёл докование в Нагасаки, после чего на испытаниях развил скорость в 19,5 узлов. В январе 1904 года, при подготовке к боевым действиям, на корабле была установлена дополнительная защита от осколков из манильских швартовых канатов.

### Русско-японская война
Перед началом русско-японской войны крейсер «Акаси» вошёл в состав 4-го боевого отряда 2-й эскадры Соединенного флота.
Непосредственно до начала боевых действий 5 февраля 1904 года крейсер «Акаси» вышел в море юго-восточной оконечности Корейского полуострова для обеспечения телеграфной связи. 7 февраля «Акаси» присоединился к своему отряду, совершавшему переход к Инчхону (Чемульпо), для уничтожения находившихся там русских кораблей (крейсер «Варяг» и канонерская лодка «Кореец»). 8 февраля «Акаси» вошёл на рейд Инчхона (Чемульпо) и оставался там до утра 9 февраля, обеспечивая высадку подразделений японской армии на берег.
9 февраля, в ходе боя с «Варягом» «Акаси» следовал в кильватер «Такачихо». Один из русских снарядов пролетел между дымовыми трубами «Акаси» и упал в 200 м от левого борта, другой снаряд упал в 400 м по корме. Потерь и повреждений не было. По «Варягу» с «Акаси» было произведено два выстрела из 152-мм кормового орудия, после чего из-за большой дистанции (около 6500 м) стрельба была прекращена. После завершения боя и возвращения русских кораблей в Чемульпо, «Акаси» вновь вошёл на рейд для разведки обстановки, приблизившись к «Варягу» на дистанцию около 4000 м.
В интересах обеспечения перевозки 2-й японской армии на театр военных действий 20 апреля «Акаси» в составе 6-го боевого отряда под флагом контр-адмирала М. Того со 2-м, 10-м и 16-м отрядами миноносцев вышли из Корейского пролива в северо-западную Корею прибыв в район сбора 22 апреля. После сбора транспортов с 4 по 5 мая «Акаси» в составе отряда участвовал в конвоировании 1-го эшелона транспортов. С 5 по 24 мая катера и шлюпки «Акаси» перевозили солдат как с 1-го, так и со 2-го эшелона транспортов. С 1 по 14 июня старший офицер «Акаси» капитан-лейтенант Ясидзима руководил очисткой от мин залива Талиенван.
15 мая 1904 года «Акаси» принял участие в прикрытии спасательных работ, подорвавшихся на минах, установленных возле Порт-Артура, минным заградителем «Амур», броненосцев «Ясима» и «Хацусе». «Акаси», «Чиода» и крейсер «Акицусима» вели огонь по русским миноносцам, вышедшим для атаки тонущего броненосца «Ясима». По японским данным, русские миноносцы пытались атаковать катера и шлюпки, занимавшихся спасением людей с уже затонувшего броненосца «Хацусе». Несмотря на то, что попаданий не было, русские миноносцы были вынуждены вернуться в Порт-Артур.
16 мая «Акаси» с «Чиода» и крейсер «Акицусима» обстреляли русские войска и строения на побережье Бохайского (Печилийского) залива. К вечеру 16 мая командующий 6-м боевым отрядом контр-адмирал М. Того приказал перейти в бухту Кинчжоу для обстрела русских войск на следующий день, однако около 01:45 17 мая из-за густого тумана командующий был вынужден приказать своим кораблям открыть судовые огни и приготовиться встать на якорь. При постановке на якорь в тумане канонерская лодка «Осима» была протаранена «Акаги» и затонула. Контр-адмирал М. Того приказал крейсеру «Акицусима» принять экипаж с «Осима», а с остальными кораблями с рассветом 17 мая отправился в бухту Кинчжоу. После обстрела побережья к исходу 18 мая корабли вернулись на передовую базу японского флота у островов Эллиот.
7 июня «Акаси» во главе 6-го отряда, совместно с канонерскими лодками «Удзи», «Акаги» и 10-м отрядом миноносцев вошли в Бохайский (Печилийский) залив для оказания поддержки частям 2-й японской армии с моря. В первой половине дня «Акаси», «Сума» и «Идзуми» обстреляли подразделения русских войск и линию железной дороги. 11 июня 6-й отряд убыл из Бохайского (Печилийского) залива к главным силам японского флота.
23 июня «Акаси» в составе отряда участвовал в безрезультатной встрече Соединенного флота с кораблями русской эскадры, вышедшей из Порт-Артура.
9 июля, при выходе броненосца «Победа», крейсеров, канонерских лодок и миноносцев русской эскадры для обстрела японских позиций в бухте Лунвантан, «Акаси» в составе отряда обстрелял со значительной дистанции русские миноносцы, но большинство снарядов легли с недолетами, попаданий не было.
26 июля, при очередном выходе крейсеров, канонерских лодок и миноносцев русской эскадры для поддержки своих обороняющихся войск, «Акаси», во главе 6-го боевого отряда, с большого расстояния совершили несколько безрезультатных выстрелов по уже возвращавшемуся в Порт-Артур крейсеру «Баян».
10 августа «Акаси» во главе кораблей 6-го боевого отряда («Акаси», «Сума» и «Акицусима») принял участие в бою в Жёлтом море. К началу боя крейсера 6-го отряда не успели присоединиться к главным силам и в первой фазе участия не принимали, находясь примерно в 100 кабельтовых северо-восточнее кораблей русской эскадры. В конце второй фазы боя 6-й боевой отряд пытался предотвратить прорыв русских крейсеров «Аскольд» и «Новик», однако догнать русские корабли не удалось и командующий отрядом контр-адмирал М. Того был вынужден прекратить преследование.
В ночь на 11 августа 6-й боевой отряд в составе «Акаси», «Акицусима» и «Идзуми» получил приказ продолжить преследование прорвавшихся русских крейсеров. Утром с рассветом слева по носу был обнаружен крейсер «Аскольд». Контр-адмирал М. Того, выделив из строя имевшего неисправность в машине «Акицусима», начал погоню. На русском корабле из-за усталости команды, боевая тревога не объявлялась, были увеличены обороты машин и уже к 06:00 японские корабли скрылись из виду. Японские крейсера, несмотря на явное преимущество русского корабля в скорости, ещё несколько часов пытались догнать «Аскольд», однако полностью потеряв его из вида прекратили преследование, отвернув на соединение со 2-м боевым отрядом под командованием вице-адмирала Х. Камимура. После встречи с кораблями Камимура и передачи сообщения о результатах боя в Жёлтом море 6-й боевой отряд 13 августа вернулся к Порт-Артуру на передовую базу японского флота у островов Эллиот.
10 декабря «Акаси», крейсируя в сторожевом районе у Порт-Артура подорвался на мине. В носу корабля образовалось большая пробоина, носовое провизионное отделение и несколько других отсеков оказались затоплены водой, крейсер погрузился носом в воду и получил сильный крен на правый борт. Из-за сильной качки, темноты ночи, холода и покрывающего верхнюю палубу льда работы экипажа по спасению корабля сильно затруднялись, однако с поступлением воды удалось справиться и крен был выпрямлен. 12 декабря «Акаси» в сопровождении крейсеров «Ицукусима» и «Хасидатэ» прибыл в Дальний для ремонта.
27 мая 1905 года в Цусимском сражении крейсер «Акаси» действовал в составе 4-го боевого отряда («Нанива» под флагом командующего отрядом контр-адмирала С. Уриу, «Такачихо», «Цусима» и «Акаси»). С утра 27 мая, после обнаружения русской эскадры, 4-й боевой отряд вышел вместе с главными силами японского флота со стоянки у берегов Кореи в заливе Чинкай-ван. К 14:30 корабли 3-го и 4-го боевых отрядов, обойдя сражающиеся броненосцы, приблизились к транспортам русской эскадры и открыли по ним огонь. «Акаси» начал стрельбу в 15:10 с расстояния около 6000 метров. Спустя некоторое время русские крейсера открыли ответный огонь. В течение дня крейсера 4-го боевого отряда вели бой с русскими крейсерами «Олег», «Аврора», «Владимир Мономах», «Дмитрий Донской», «Светлана», «Алмаз», «Урал», «Жемчуг», «Изумруд». Около 16:00-16:30 крейсера 4-го боевого отряда (за исключением получившего к этому времени повреждения и вышедшего из боя «Такачихо») обстреляли с дистанции около 1800 метров и потопили брошенный командой буксирный пароход «Русь».
Около 18:00 к трем оставшимся крейсерам 4-го боевого отряда присоединились «Отова» и «Ниитака», к 18:20 вернулся в строй «Такачихо», встав концевым в объединённой колонне крейсеров 4-го и 3-го боевого отряда. Около 18:30 с дистанции около 3000 метров японские крейсера обстреляли не имеющую хода плавучую мастерскую «Камчатка» и тяжело повреждённый броненосец «Князь Суворов». В 18:50 корабли 4-го боевого отряда прекратили огонь и направились к своим главным силам. В ходе боя в «Акаси» попало пять снарядов: был пробит борт и дымовая труба, убито три человека и получили ранения 7 нижних чинов.

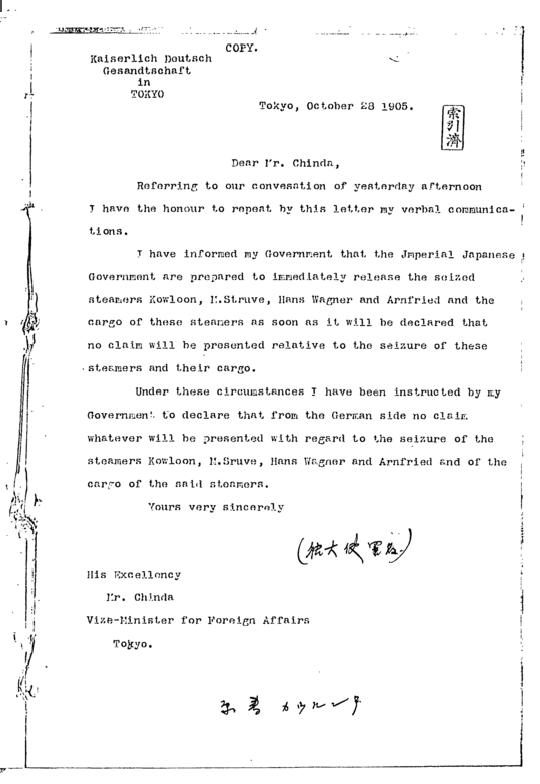
Нота о задержании немецких пароходов с контрабандой, в том числе «M.Struve» задержанного крейсером «Акаси»

 Утром 28 мая 4-й боевой отряд (включая «Отова» и «Ниитака») находился в 60 милях юго-западнее острова Дажалет. После получения сигнала об обнаружении кораблей отряда контр-адмирала Небогатова 4-й боевой отряд направился к русским кораблям, однако «Акаси» участия в окружении остатков эскадры противника не принял, задержавшись из-за заделывания пробоины, полученной в дневном бою. Во второй половине дня, после сдачи русских кораблей, «Акаси» присоединился к своему боевому отряду продолжившему поиск отдельных русских кораблей. Около 16:00 был обнаружен крейсер «Дмитрий Донской», пытавшийся дойти во Владивосток. 4-й боевой отряд начал погоню за русским кораблем, через некоторое время к погоне присоединились крейсера «Отова» и «Ниитака», шедшие на соединение с 4-м боевым отрядом после потопления крейсера «Светлана». Около 19:00 в районе 20 миль южнее острова Дажелет (Уллындо) японские корабли открыли огонь. После полуторачасового боя, с наступлением сумерек, японские корабли прекратили бой, оставив тяжело повреждённый русский крейсер миноносцам, для продолжения атак.
29 мая «Акаси», возвращавшийся отдельно от своего отряда на стоянку в заливе Чинкай-ван встретил плененный миноносцем «Сазанами» русский миноносец «Бедовый». 30 мая под охраной «Акаси» сдавшийся русский корабль был приведен в Сасебо.
14 июня состав Соединенного флота был изменен: «Акаси» остался в составе 4-го боевого отряда, вошедшего в состав 1-й эскадры под командованием адмирала (Х. Того). 22 июня 4-й боевой отряд прибыл в Такесики на острове Цусима для несения охранной службы в Корейском проливе. С 4 по 29 июля «Акаси» прошёл ремонт в Курэ. 10 октября в районе Пусана «Акаси» задержал немецкий пароход «M.Struve» водоизмещением 1582 тонн шедший с грузом риса, соли, хлеба и муки во Владивосток. Судно с посаженной на него призовой командой было отправлено в Сасебо.
После заключения мира, 20 октября «Акаси» в составе 4-го боевого отряда прибыл в Йокогама для участия в Императорском смотре флота, состоявшемся 23 октября 1905 года.

### Между двух войн
В 1912 году цилиндрические котлы были заменены на котлы системы Никлосса. 28 августа 1912 года «Акаси» был переклассифицирован в крейсер 2-го класса.

### Первая мировая война

#### Осада Циндао
В 1914 году «Акаси» принял участие в осаде Циндао. В 1916 году «Акаси» в составе 6-й эскадры, вместе с крейсерами «Ниитака», «Цусима», «Тонэ» и дивизионом эсминцев, вел поиск немецких рейдеров в восточной части Индийского океана.

#### Средиземное море
11 марта 1917 года «Акаси» под флагом контр-адмирала Сато Кодзо, во главе двух дивизионов эсминцев, вышли из Сингапура в Средиземное море для участия в войне на европейском театре военных действий. По пути через Индийский океан соединение приняло участие в поиске немецких рейдеров и 4 апреля прибыло в Аден. 13 апреля «Акаси» прибыл на Мальту, где в течение двух месяцев выполнял обязанности штабного корабля. В июне 1917 года, после прибытия на Мальту крейсера «Идзумо», ставшим флагманским кораблем японской эскадры в европейских водах до конца войны, «Акаси» убыл в Японию.

### Завершение службы
1 сентября 1921 года «Акаси» был переклассифицирован в корабль береговой обороны 2-го класса. 1 апреля 1928 года бывший крейсер исключили из списков флота и переоборудован в корабль-цель № 2 «Hai Kan № 2». 3 августа 1930 года бывший крейсер был потоплен пикирующими бомбардировщиками у острова Идзуосима.

## Командиры корабля
- капитан 2-го ранга/капитан 1-го ранга (с 29 сентября 1899 года) Накамура Сидзука (Nakamura, Shizuka) — с 17 июня 1899 года по 23 мая 1900 года[53].
- капитан 1-го ранга Уэхара Синдзиро (Uehara, Shinjiro) — с 1 апреля 1901 года по 18 июля 1902 года[53].
- капитан 2-го ранга Миядзи Садатоки (Miyaji, Sadatoki) — с 18 июня 1902 года по 23 декабря 1904 года[54].
- капитан 1-го ранга Тонами Куракити (Tonami, Kurakichi) — с 29 декабря 1905 года по 12 октября 1906 года[55].
- капитан 1-го ранга Хасимото Матакитиро (Hashimoto, Matakichiro) — с 12 октября 1906 года по 27 декабря 1907 года[56].
- капитан 1-го ранга Танака Морихидэ (Tanaka, Morihide) — с 27 декабря 1907 года по 1 сентября 1908 года[56].
- капитан 1-го ранга Ханабуса Сукэсиро (Hanabusa, Sukeshiro) — с 9 мая по 22 мая 1911 года[56].

## Галерея

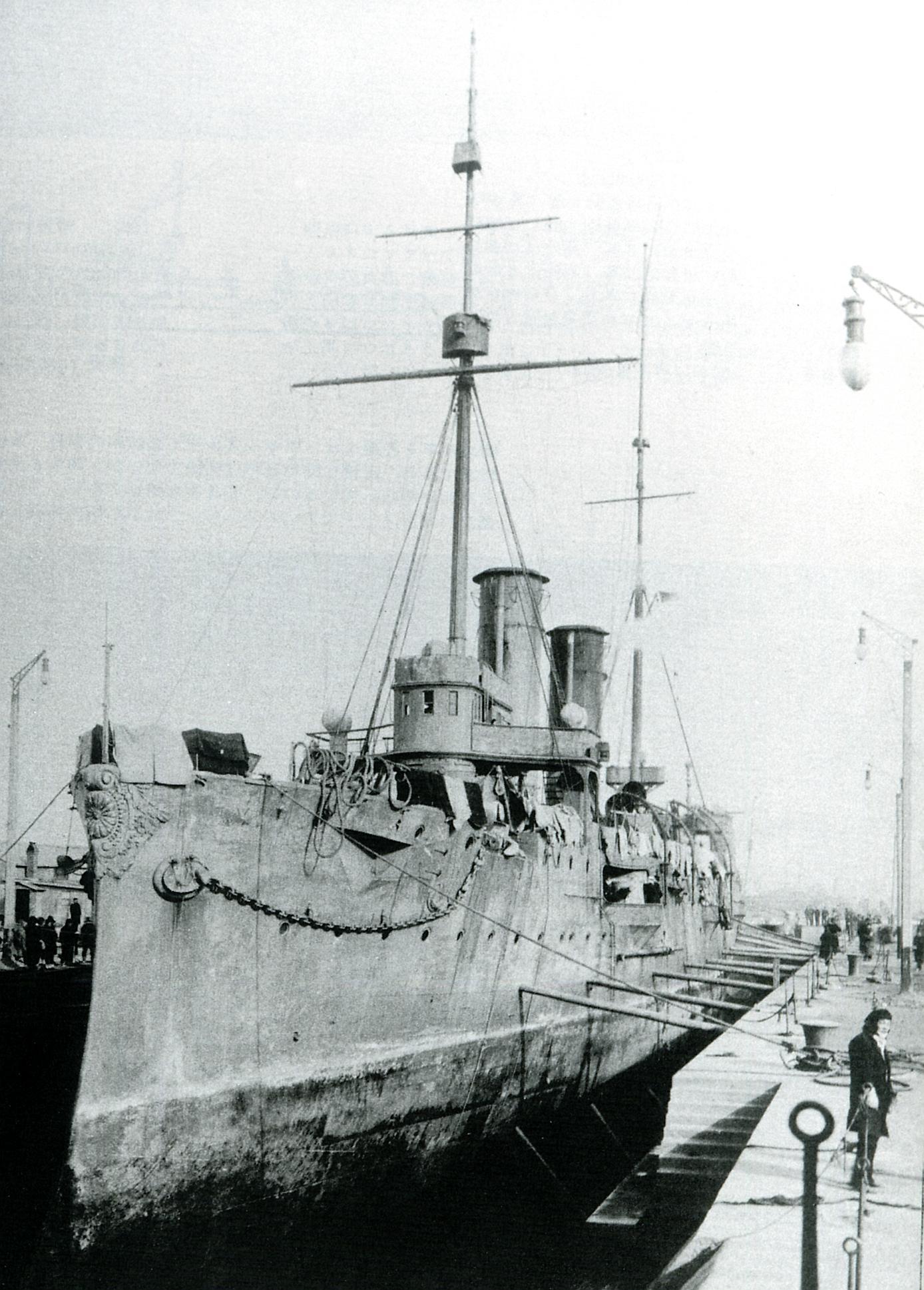
Крейсер «Акаси» в доке в 1905 году